# Molí de la Torre (la Riera de Gaià)
El Molí de la Torre és una obra de la Riera de Gaià (Tarragonès) inclosa a l'Inventari del Patrimoni Arquitectònic de Catalunya.

## Descripció
Actualment és un habitacle que es troba a la sortida de La Riera.
Els darrers temps molia pedra, segurament per fer ciment.

## Història
Una làpida adossada a la paret de l'edifici ens mostra els diferents nivells que l'aigua assolí en quatre importants aiguats: Sant Cinto amb 2,25 m. el 17 d'agost de 1821; Santa Tecla amb 1,50 m. el 23 de setembre de 1874; Sant Bartomeu amb 1,20 m. el 24 d'agost de 1842 i, finalment, Sant Mateu amb 1 m. el 21 de setembre de 1850.